# میرلا دآنجلو

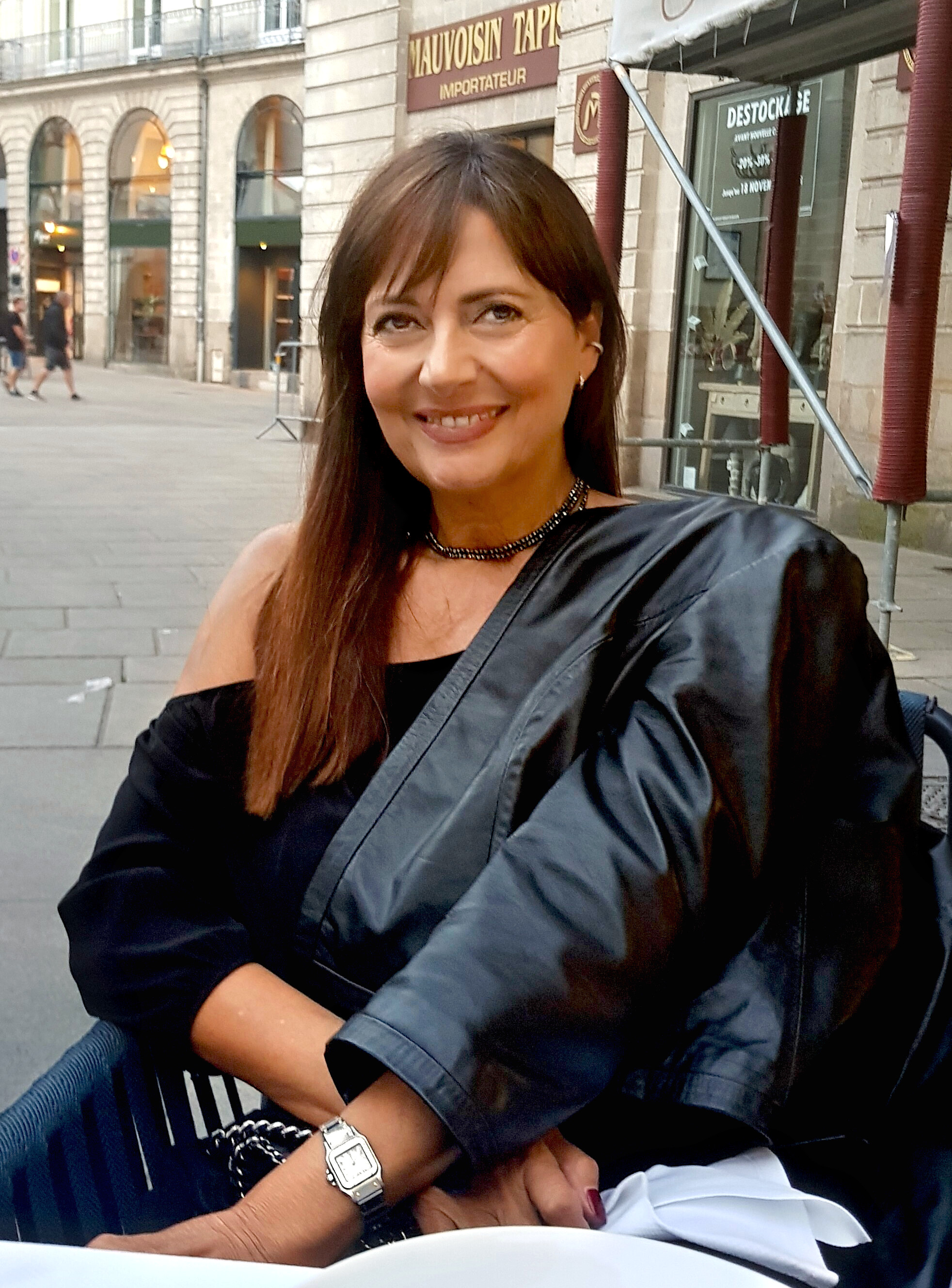
Mirella D'Angelo en 2023 à Nantes

میرلا دآنجلو (انگلیسی: Mirella D'Angelo؛ زادهٔ ۱۶ اوت ۱۹۵۶) یک هنرپیشه اهل ایتالیا است. 
از فیلم‌ها یا برنامه‌های تلویزیونی که وی در آن نقش داشته است می‌توان به کالیگولا، هرکول اشاره کرد.